# Armenian Navy Band
Armenian Navy Band – zespół folk-jazzowy założony w 1998 roku w Erywaniu (Armenia), przez urodzonego w Turcji multiinstrumentalistę: Arto Tunçboyacıyana. 
Grupa składa się z dwunastu muzyków (jak Arto) ormiańskiego pochodzenia. Zespół doskonale łączy folkowe brzmienie różnych kultur, muzyki wschodu, z etniczną muzyką czarnego kontynentu, wszystko okraszone i przeplatane, ciekawym w wydźwięku etno-jazzem. Charakterystyczne dla ANB są: orientalne melodie, z bardzo ciekawą sekcją rytmiczną, oraz poruszający wielogłosowy wokal. Na uwagę zasługuje również bogaty zestaw instrumentów wykorzystywanych przez muzyków: Od perkusji, kontrabasu, trąbek, saksofonu, różnego rodzaju piszczałek, po ostre dźwięki gitary elektrycznej, czy fortepianu. Muzykę ANB wyróżnia jednak, przede wszystkim, wspomniana wyżej bogata sekcja rytmiczna.
W roku 2000, grupa odbyła trasę koncertową po Europie, gdzie zyskała uznanie krytyków muzycznych i publiczności.

## Muzycy
- Arto Tunçboyacıyan – perkusja, wokal, sazabo (?)
- Anahit Artushyan – kanun (?)
- Armen Ayvazyan – kemanche (?)
- Armen Hyusnunts – saksofon tenorowy i sopranowy
- Ashot Harutiunyan – puzon
- David Nalchajyan - saksofon altowy
- Tigran Suchyan – trąbka
- Norayr Kartashyan – blul, duduk, zurna
- Vardan Grigoryan – duduk, zurna
- Arman Jalalyan – perkusja
- Vahagn Hayrapetyan – fortepian, klawisze
- Artyom Manukyan – bas

## Dyskografia
- 1999 – Bzdik Zinvor, (Svota Music)
- 2001 – New Apricot, (Svota Music)
- 2004 – Sound of our life część I – „Natural Seeds”, (Svota Music / Heaven and Earth)
- 2006 – How much is yours, (Svota Music)